# Київський замок
Київський замок — наймогутніша фортеця Подніпров'я у XIV — першій половині XVI століття. Збудований у XIV столітті на Замковій горі у Києві. Мав дерев'яні укріплення, двоє воріт, близько 20 будов, єдиний у місті до XVII століття дзиґар (годинник), у різні часи від 3 до 15 сторожових триярусних башт, від 1 до 4 колодязів глибиною 60 метрів, у період розквіту (1552 рік) — 3 православні і 1 католицьку церкви. Проіснував з кінця XIV до середини XVII століття. Зруйнований військами Богдана Хмельницького[джерело?].

## Історія
У замку була резиденція київського князя Володимира Ольгердовича (1362–1394) та його сина Семена (1440–1455) й онука Олелька (1455–1470). За Володимира Ольгердовича тут містився монетний двір, де карбувалася перша власне українська монета.
1416 року замок вистояв під час спустошення Києва золотоординцями під проводом еміра Едигея.
У 1471 році після ліквідації Київського князівства Київський замок став офіційною резиденцією київських воєвод, зокрема таких як: Костянтин Василь Острозький (1559–1608), Станіслав Жолкевський (1608–1620), Адам Кисіль (1649–1653).
Важливі історичні події, пов'язані з Київським замком: облога татар у 1416 і 1482 рр.; захоплення татарами у 1482 р. і взяття у полон київського воєводи Івана Ходкевича з дружиною; у 1592 і 1596 рр. замком володіють козаки Криштофа Косинського та Северина Наливайка.
У 1523 київський воєвода Андрій Немирович в листі до короля Польщі, великого князя Литовського Сигізмунда I Старого писав про потребу ремонту його пошкоджених місць, відсутність пушкаря, пороху, малу кількість «служебних». Король доручив виправити становище, що не було вчасно виконано. Тому він на Раді 10 грудня 1524 року жорстко розкритикував зволікання. Повне відновлення замку, його забезпечення відбулось 1535 року. Артилерія замку 1535 року складалася з 4-х «гуфниць», 2-х «тарасниць», 12-ти «півтарасниць», 12-ти «серпентин», 59-ти гаківниць.
За описом 1552 року, в замку несли службу 12 кликунів, «вдень у брами стоячи, а в ночі по бланках ходячи і кличучи».
На коронному сеймі у Варшаві 15 жовтня 1592 київському воєводі князю К. В. Острозькому видали «свідоцтво» про те, що він попереджував урядників РП про занепад та руйнацію замку Києва. Еріх Лясота у 1594 році стверджував, що замок знаходиться високо на окремій горі, дуже просторий, дерев'яний, штукатурений вапном. За даними Рейнольда Гайденштайна, замок майже повністю згнив у 1596 році.
1605 року від удару блискавки замок зайнявся і згорів ущент. Відновлювальні роботи розпочали лише в 1616 році.
1630 року воєвода Януш Тишкевич дозволив зруйнувати православну церкву замку для будівництва костелу.
Адам Кисіль 6 листопада 1649 приїхав до Києва, кілька тижнів проживав у пустому Київському замку. 13 травня 1650 року з комісарами знову приїхав до міста, був ображений тим, що його зустріли без належних почестей. 16 травня в замку мав перемовини з Богданом Хмельницьким, якого супроводжували полковники, сотники, до 2000 «черні»; замок був оточений козаками і татарами (бл. 200 вояків). Як пам'ять про А. Киселя Замкова гора отримала ще одну назву — Киселівка.
На місці Київського замку розташований музей «Замкова гора».

## Галерея

Київський замок (реконструкція)
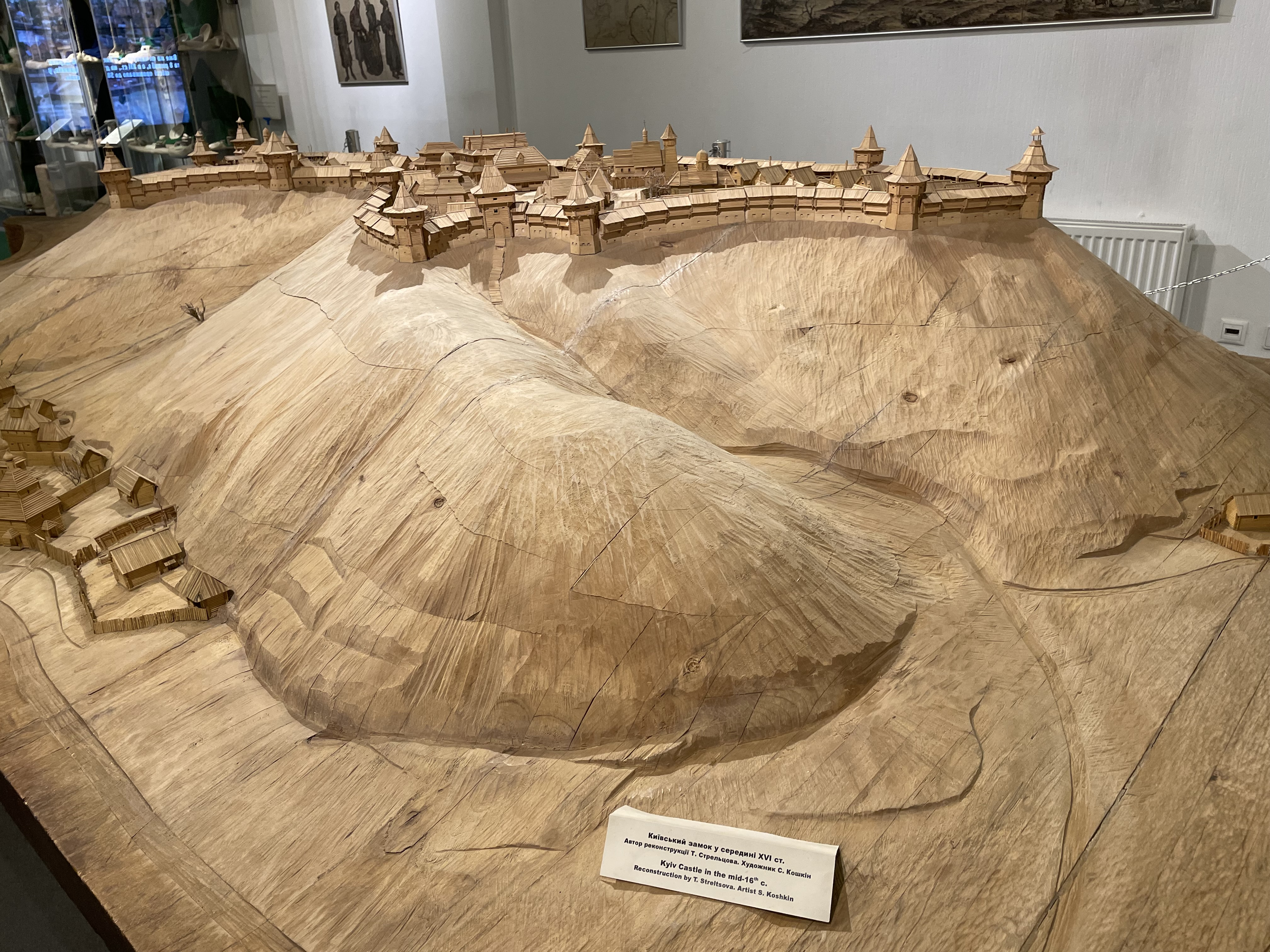
Київський замок у середині XVI ст. Музей історії Києва. Автор реконструкції Т. Стрельцова. Художник С. Кошкін.
Драбська брама і Кривий міст
Воєводська брама

Замкова гора (Хоривиця, Киселівка)
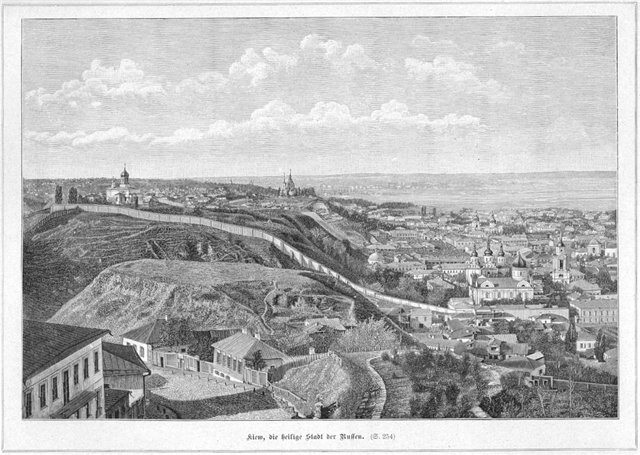
Краєвид Замкової гори у XIX сторіччі, гравюра 1890
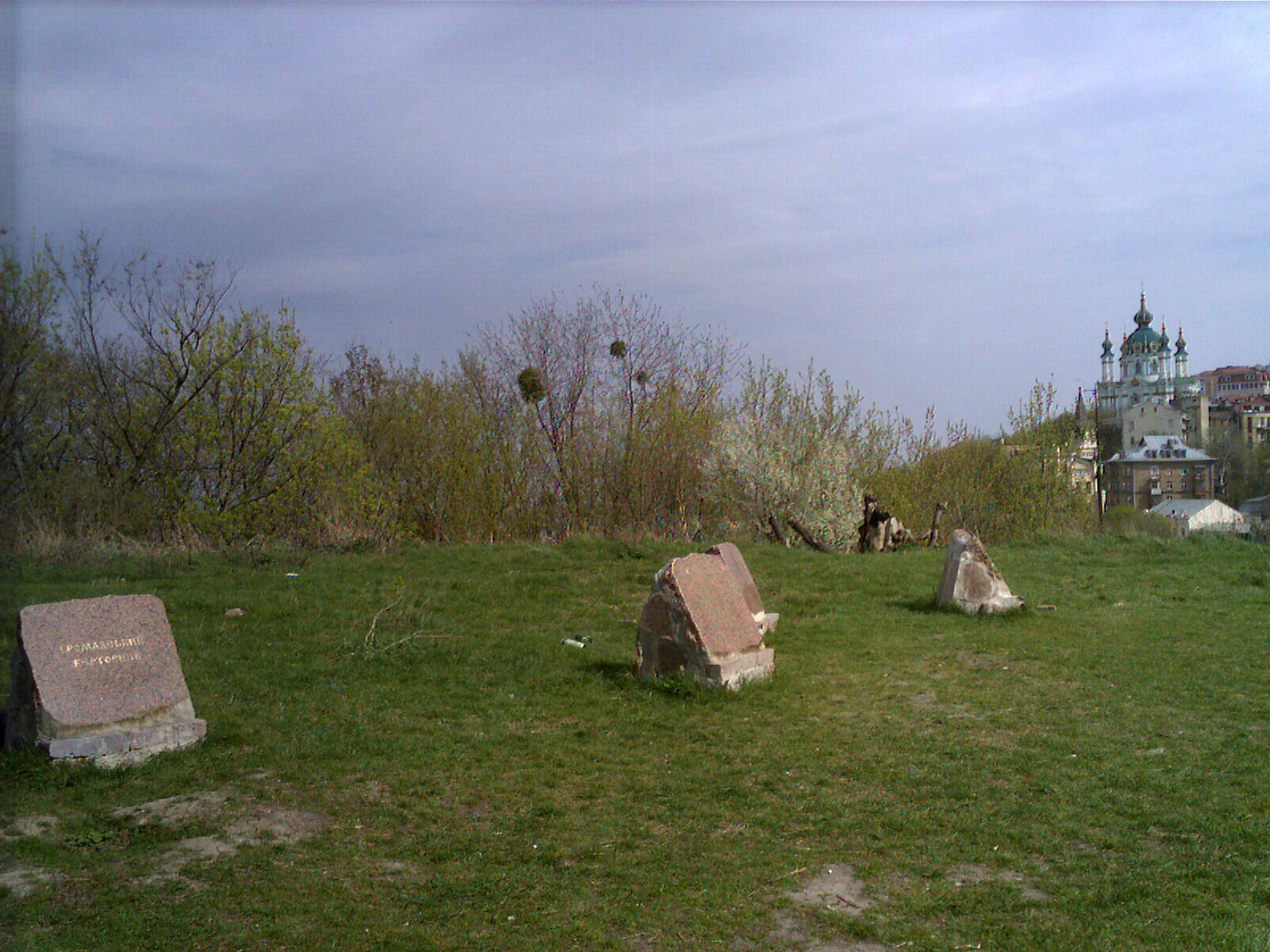
Пам'ятні знаки на честь легендарних засновників Києва
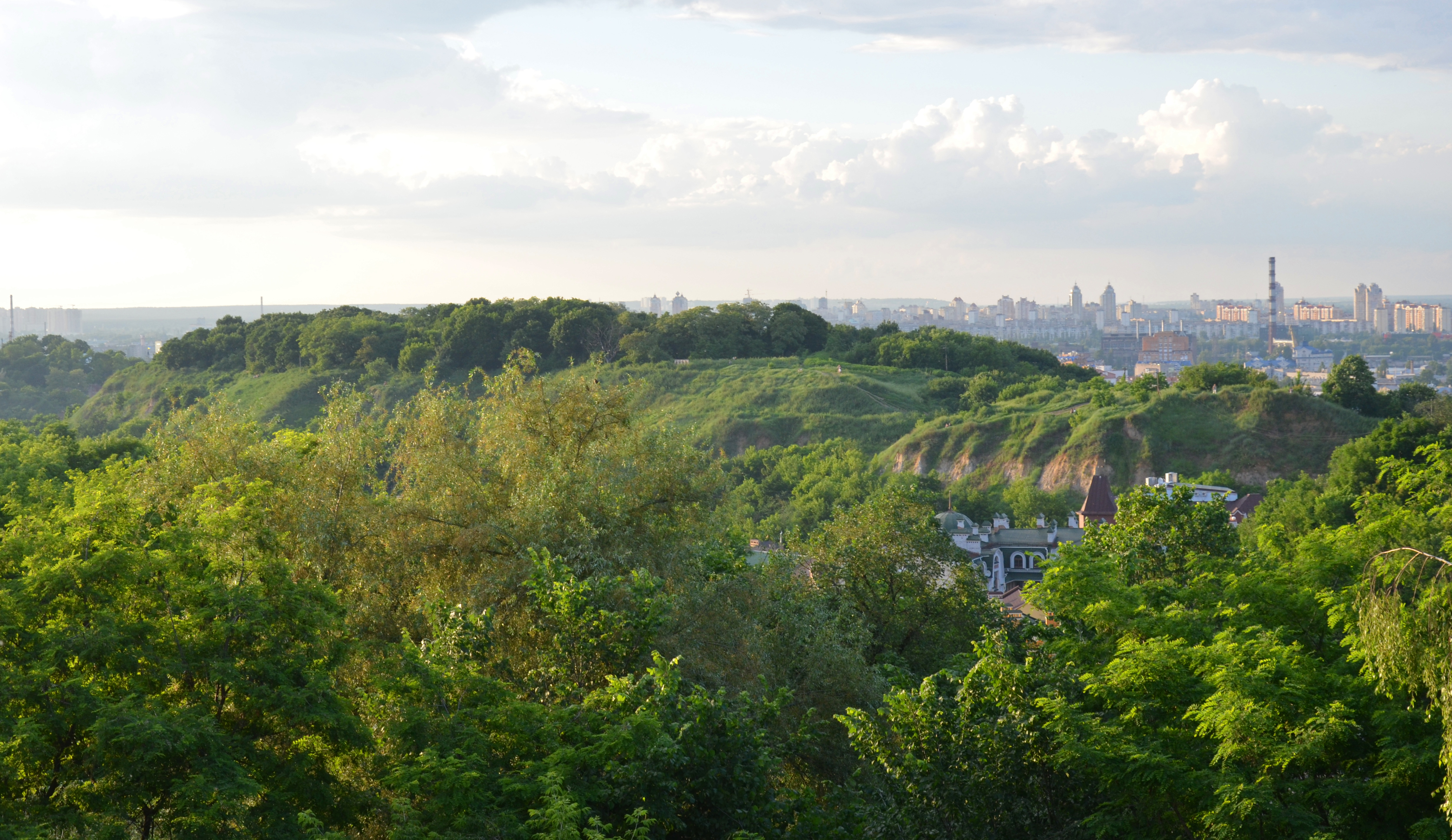
Краєвид гори (2014 рік)